# Критерій подібності
Крите́рій поді́бності — безрозмірне характеристичне число, складене із заданих розмірних параметрів математичного опису фізичного процесу чи явища. Критерії подібності є основою фізичного моделювання.
Згідно із теорією подібності, явища і процеси називаються подібними, якщо за заданими характеристиками одного з них можна одержати характеристики іншого шляхом перемноження на масштабні коефіцієнти (константи подібності).

## Основні поняття
Нехай фізичний процес повністю описується деякою системою основних рівнянь, тобто системою залежностей між фізичними величинами виду
{\displaystyle y_{i}=f_{i}(x_{1},x_{2},...,x_{n}),}
де yi — шукана змінна; xj — незалежні змінні.
Величини xj розбиваються на дві групи: у першу входять k визначальних величин з незалежними розмірностями, а в другу n-k величин, розмірності котрих виражаються через розмірності величин першої групи. В силу виконання Π-теореми усяка залежність розмірної фізичної величини від розмірних визначальних параметрів може бути подана у вигляді залежності безрозмірнісної величини Π від безрозмірнісних комбінацій визначальних параметрів Π1, Π2,…,Πn-k, при чім число цих безрозмірнісних комбінацій n-k є меншим, ніж загальне число визначальних параметрів, на число визначальних параметрів з незалежними розмірностями. Числові значення безрозмірнісних величин Π1, Π2,…,Πn-k при переході від однієї системи одиниць вимірювань до іншої для даного класу явищ залишаються сталими. Безрозмірнісні комбінації визначальних параметрів називаються критеріями подібності. Довільна комбінація з критеріїв подібності також утворює критерій подібності, але суттєвими з точки зору побудови критеріальних залежностей є лише n-k незалежних критеріїв подібності.
Два фізичних процеси чи явища подібні, якщо по заданих характеристиках одного можна отримати характеристики іншого простим перерахунком, що аналогічний до переходу з однієї системи одиниць вимірювання до іншої. Для здійснення перерахунку слід мати коефіцієнти подібності. Розмірні фізичні параметри, що входять у критерії подібності, можуть набувати для подібних систем різних значень, однаковими повинні бути лише безрозмірнісні коефіцієнти подібності. Ця властивість подібних систем складає основу моделювання.
Якщо у фізичних явищах чи системах існує рівність не усіх, але лише деяких критеріїв подібності, то мова йде про часткову подібність. При цьому важливим є, щоб вплив критеріїв, рівність яких не виконується, на перебіг фізичних процесів, що розглядаються був незначним чи несуттєвим.
При розгляді механічних явищ (наприклад, потоків рідин та газів) розрізняють подібність:
- геометричну — постійність відношень лінійних розмірів об'єкта і моделі;
- кінематичну — постійність відношень швидкостей відповідних точок потоку, частинок тощо в об'єкті і моделі;
- динамічну — постійність відношень відповідних сил;
- теплову — подібність температурних полів та теплових потоків.

При розгляді задач термодинаміки розглядають подібність температурних полів і полів теплових потоків.

## Приклади застосування

- У механіці у цілому основним критерієм є число Ньютона.
- У гідроаеромеханіці найчастіше розглядаються критерії подібності: число Рейнольдса, число Ейлера, число Фруда, число Маха, Число Лапласа.
- В рудниковій аерології основні критерії подібності: число Рейнольдса, число Річардсона, число Фруда, число Струхала (критерій гомохронності).
- У теплотехніці використовуються критерії число Фур'є, число Пекле, число Релея, число Нуссельта, число Прандтля, число Льюїса та число Стентона.
- У магнітній гідродинаміці — магнітне число Рейнольдса, число Альфвена, число Гартмана та ін.

Числа подібності процесів переносу